# Estádio Nacional da Tundavala
Het Estádio Nacional da Tundavala is een multifunctioneel stadion in Lubango, in de Angolese provincie Huíla. Het stadion, dat werd geopend in 2009, wordt meestal gebruikt voor voetbalwedstrijden. In het stadion kunnen 25.000 toeschouwers.

## Afrika Cup
Dit stadion was een van de gaststadions voor de Afrika Cup van 2010. Er werden in dit stadion 6 groepswedstrijden gespeeld en de kwartfinale tussen Zambia en Nigeria.
| № | Datum           | Wedstrijd            | Uitslag | Gold Cup    | Toeschouwers |
| - | --------------- | -------------------- | ------- | ----------- | ------------ |
| 1 | 13 januari 2010 | Kameroen – Gabon     | 0 – 1   | Groepsfase  | 15.000       |
| 2 | 13 januari 2010 | Zambia – Tunesië     | 1 – 1   | Groepsfase  | 17.000       |
| 3 | 17 januari 2010 | Gabon – Tunesië      | 0 – 0   | Groepsfase  | 16.000       |
| 4 | 17 januari 2010 | Kameroen – Zambia    | 3 – 2   | Groepsfase  | 15.000       |
| 5 | 20 januari 2010 | Nigeria – Mozambique | 3 – 0   | Groepsfase  | 10.000       |
| 6 | 21 januari 2010 | Kameroen – Tunesië   | 2 – 2   | Groepsfase  | 19.000       |
| 7 | 25 januari 2010 | Zambia – Nigeria     | 0 – 0   | Kwartfinale | 10.000       |